# Štvrtok na Ostrove
Štvrtok na Ostrove és un poble i municipi d'Eslovàquia que es troba a la regió de Trnava, a l'oest del país.

## Història
La primera menció escrita de la vila es remunta al 1240.

## Demografia
| Godina             | 1994 | 2004   | 2014   | 2024   |
| ------------------ | ---- | ------ | ------ | ------ |
| Nombre de persones | 1624 | 1733   | 1756   | 1740   |
| Diferència         |      | +6,71% | +1,32% | −0,91% |

| Godina             | 2023 | 2024   |
| ------------------ | ---- | ------ |
| Nombre de persones | 1720 | 1740   |
| Diferència         |      | +1,16% |